# 와타나베 나오코 (1984년)
와타나베 나오코(일본어: 渡辺 奈緒子, 1984년 7월 30일 ~ )는 일본 가나가와현 오다와라시 출신의 여자 배우이다.